# Жоана Валле Коста
Жоана Валле Коста (порт. Joana Valle Costa; нар. 31 жовтня 1995) — колишня португальська тенісистка.
Найвищу одиночну позицію світового рейтингу — 782 місце досягла 27 травня 2013, парну — 709 місце — 25 лютого 2013 року.
Здобула 2 парні титули туру ITF.

## Фінали ITF

### Одиночний розряд (0–1)
| Легенда         |
| --------------- |
| турніри $25,000 |
| турніри $10,000 |

| Фінали за покриттям |
| ------------------- |
| Тверде (0–1)        |
| Ґрунт (0–0)         |

| Результат | Ранг | Дата          | Турнір                   | Покриття | Суперниця       | Рахунок       |
| --------- | ---- | ------------- | ------------------------ | -------- | --------------- | ------------- |
| Поразка   | 1.   | 4 червня 2012 | ITF Амаранте, Португалія | Тверде   | Віржині Аяссамі | 4–6, 6–1, 2–6 |

### Парний розряд (2–0)
| Легенда         |
| --------------- |
| турніри $25,000 |
| турніри $10,000 |

| Фінали за покриттям |
| ------------------- |
| Тверде (1–0)        |
| Килим (1–0)         |

| Результат | Ранг | Дата             | Турнір                     | Покриття | Партнерка       | Суперниці                                     | Рахунок          |
| --------- | ---- | ---------------- | -------------------------- | -------- | --------------- | --------------------------------------------- | ---------------- |
| Перемога  | 1.   | 28 травня 2012   | ITF Кантаньєде, Португалія | Килим    | Маргаріда Моура | Айда Мартінес Санхуан Паула Мосете Таламантес | 7–5, 6–1         |
| Перемога  | 2.   | 5 листопада 2012 | ITF Гімарайнш, Португалія  | Тверде   | Маргаріда Моура | Катінка фон Дайхманн Штефані Штеммер          | 7–5, 3–6, [10–7] |

## Участь у Кубку Федерації

### Одиночний розряд
| Розіграш                                         | Стадія | Дата          | Місце          | Супротивник          | Покриття | Суперниця     | W/L | Рахунок  |
| ------------------------------------------------ | ------ | ------------- | -------------- | -------------------- | -------- | ------------- | --- | -------- |
| Кубок Федерації 2013 зона Європа/Африка, група I | R/R    | 9 лютого 2013 | Ейлат, Ізраїль | Боснія і Герцеговина | Тверде   | Аніта Хусарич | L   | 3–6, 0–6 |

### Парний розряд
| Розіграш                                         | Стадія | Дата          | Місце          | Супротивник     | Покриття | Партнерка              | Суперниці                    | W/L | Рахунок  |
| ------------------------------------------------ | ------ | ------------- | -------------- | --------------- | -------- | ---------------------- | ---------------------------- | --- | -------- |
| Кубок Федерації 2013 зона Європа/Африка, група I | R/R    | 7 лютого 2013 | Ейлат, Ізраїль | Угорщина        | Тверде   | Маргаріда Моура        | Река Луца Яні Каталін Мароші | L   | 4–6, 2–6 |
| Кубок Федерації 2013 зона Європа/Африка, група I | R/R    | 8 лютого 2013 | Ейлат, Ізраїль | Велика Британія | Тверде   | Мішель Ларшер де Бріту | Лора Робсон Гезер Вотсон     | L   | 2–6, 1–6 |